# Guy VII de Laval
Pour les articles homonymes, voir Guy de Laval.
Guy VII de Montmorency-Laval (1219 - 1267), baron de Vitré, seigneur de Laval (1264-1267), seigneur d'Acquigny, de Hérouville, d'Aubigné et d'Olivet.

## Succession
À la mort de son père Mathieu II de Montmorency, seigneur de Montmorency, le fils aîné d'Emma de Laval prit, conformément aux conventions matrimoniales de ses parents, en 1230 le nom de Guy VII, sire de Laval. Sa mère demeura néanmoins dame de Laval pendant toute sa vie. Guy VII succéda à son père dans une partie indéterminée de ses terres : un arrangement qu'il fit dans la suite en 1247 avec Bouchard, son frère consanguin, lui assura celles d'Acquigny en Normandie, d'Hérouville, près de Pontoise, de l'Isle Saint-Denys, d'Epinolet, des Andelys, etc. (1247).
Guy VII, en prenant le nom de Laval, conserva les armes de Montmorency, qu'il chargea de cinq coquilles d'argent sur la croix, comme puîné. Le nom de Montmorency sera repris au XVIIIe siècle par Guy André Pierre de Montmorency-Laval, maréchal de France et Anne Adrien Pierre de Montmorency-Laval, duc de Laval.

## Philippa de Vitré
En 1239, son mariage est décidé avec Philippa de Vitré, l'aînée des filles d'André III de Vitré et de Catherine de Thouars, sœur de la duchesse de Bretagne.
Il hérita par sa première femme (Philippa de Vitré) de la baronnie de Vitré, de la vicomté de Rennes, attachée à cette maison, et des terres de Marcillé et d'Aubigné.

## Biographie

### Héraldique
- D'or à la croix de gueules cantonnée de seize alérions d'azur ordonnés 2 et 2 et chargée de cinq coquilles[5] d'argent.

Guy VII n'a pas toujours porté le blason, dont l'invention lui a été attribuée: le sceau qu'il portait en 1244, la brisure qui le caractérise est un quartier d'hermine. Vers la même époque Mathieu d'Attichy, son frère, possédait précisément le blason à la croix aux cinq coquilles. Mathieu d'Attichy mourrait en 1250; et Guy VII abandonnait son blason au quartier d'hermine pour y substituer l'écu de son frère.

### Origine
Guy VII naquit probablement dès la première année de l'union de ses parents, soit en 1219.

### Enquêtes royales
Il est mentionné deux fois dans l'enquête que afit faire en 1247 Saint Louis sur les torts de ses officiers : la première fois, pour un différend avec Eudes de Saint-Berthevin dont il voulait dévaster la terre sous la sauvegarde du roi, avant 1265 ; la seconde pour la saisie, juste ou non, en 1245 de la cire qu'un certain Royer Tuebœuf portait à Montsûrs ; dans ce second incident, il est dit heres de Valle.

### Croisade

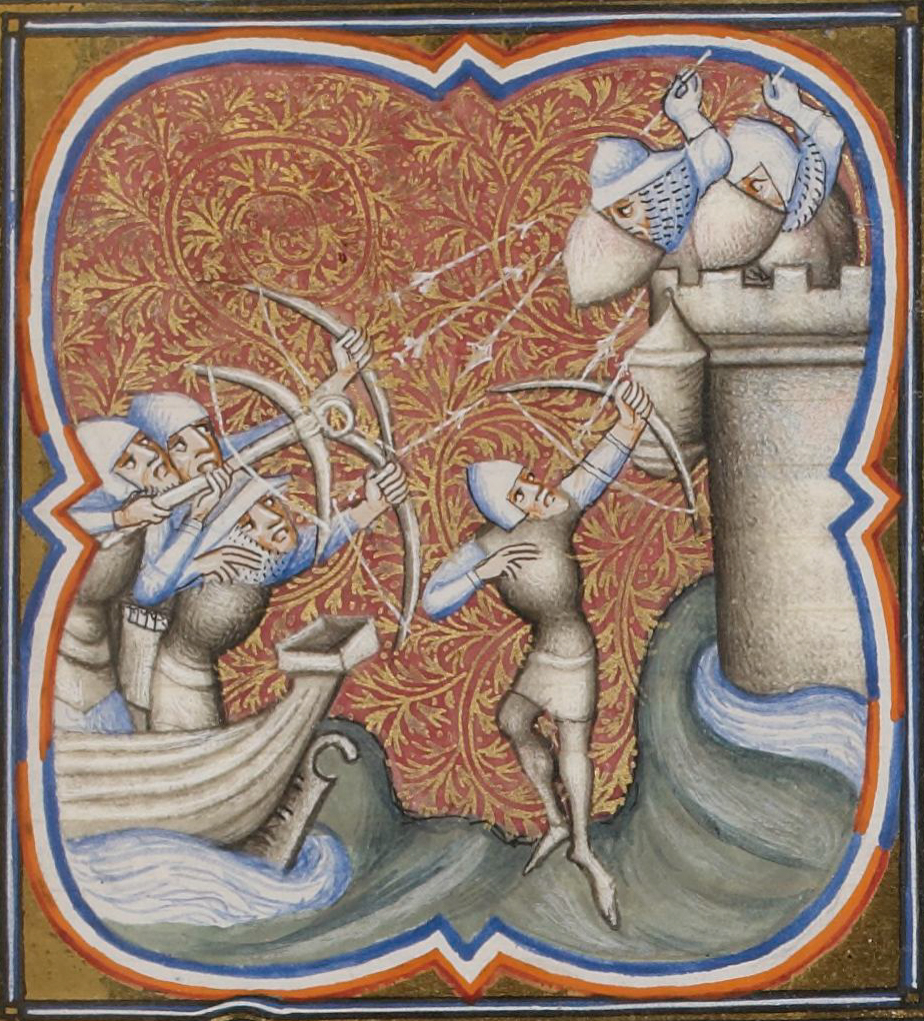
Arrivée de la flotte croisée à Damiette.

Il part en 1248 pour la Septième croisade avec André III de Vitré, son beau-père. Il participe à la Prise de Damiette en 1249. Il est cité par Pierre Le Moyne dans son poème épique sur Saint Louis comme un des gardiens de l'étendard sacré.
On ignore si Guy lui-même fut du nombre des chevaliers qui partagèrent la captivité de saint Louis et que ce prince racheta au prix d'un million de besans d'or, en même temps qu'il rendait la ville de Damiette pour sa propre rançon. Selon toute apparence, il se rendit en Syrie avec le roi. Il n'en revint qu'avec lui en 1254.

### Succession de Vitré
Son beau-père meurt en 1250, laissant un fils nommé comme lui, qui finit ses jours, l'année suivante, sans laisser de lignée. Par-là, Guy, au nom de sa femme, hérita de la baronnie de Vitré, l'une des quatre grosses baronnies de la Bretagne, de la vicomté de Rennes, attachée à cette maison, ainsi que les seigneuries d'Aubigné, de Marcillé et de Châtillon-en-Vendelais.

### Succession en Ile de France
Mathieu II de Montmorency, son père, avait eu de sa première femme, Gertrude de Nesle-Soissons, trois fils :
- Bouchard VI de Montmorency ;
- Mathieu, qui avait reçu en partage Attichy et diverses terres de l'Ile de France et mourut sans descendants ;
- Jean.

En 1250, Guy VII, en qualité de seul frère vivant au moment du décès de Mathieu, fut appelé à recueillir la totalité de sa succession, sans en rien distraire en faveur de ses neveux.

### Mort de Philippa de Vitré
Il est possible que la santé de Philippa était chancelante. Le 20 août 1253, treize mois avant sa mort, Guy VII et son épouse font le pèlerinage de Rocamadour.
Il perdit en 1254, Philippa de Vitré, sa femme, qui mourut de phthisie. Atteinte pendant son absence d'une grave maladie, elle avait voulu se remettre aux soins des médecins de Paris; elle s'était fait conduire dans cette ville avec Guionnet son jeune fils et elle venait d'y mourir peu de jours avant l'arrivée de son époux (16 septembre 1254).

### Mariage avec Thomasse de La Guerche
L'année suivante, il épouse Thomasse de La Guerche, veuve d'André III de Vitré, son beau-père. André de Vitré, mort à Mansourah, avait eu d'un premier mariage deux filles, Philippa, et Alix André III, devenu veuf, se remaria avec Thomasse. Veuve depuis quatre ans déjà lors du décès de Philippa, Thomasse consentit à venir prendre auprès de Guy VII la place que celle-ci laissait vide.
Cette union insolite avait un motif d'intérêt. Dans le contrat de mariage de Guy et de Philippe, André de Vitré avait concédé qu'au cas où il viendrait à décéder sans enfants mâles, le seigneur de Laval prendrait toute sa terre, ses villes, ses châteaux comme son hoir à cause de ladite Philippe.. Le beau-père de Guy VII ayant eu un fils, Thomasse sa mère aurait pu prétendre à quelque part dans son héritage. Le mariage de celle-ci avec son gendre coupait court à toute difficulté.
Il reconnaît, au commencement de janvier 1256, le jeudi après l'Epiphanie, devoir 54 livres et demie de monnaie courante à Guillaume Lambert, bourgeois de La Haie, pour pertes et dépenses à payer le jour de la foire de Saint-Florent de Saumur. À cet effet il engage ses biens tant meubles qu'immeubles, et renonça à se prévaloir des privilèges accordés ou à accorder aux croisés de différer le paiement de leurs dettes.
À peine seigneur de Vitré, Guy eut à s'acquitter d'un devoir concernant le sacre de l'évêque de Rennes, qui lui incombait en commun avec les seigneurs d'Aubigné, de Châteaugiron et de la Guerche (1257).

### Seigneur de Laval
Guy succéda en 1265, dans la terre de Laval à sa mère.
Le pape, en 1265, ayant fait publier une croisade contre Manfred Ier de Sicile, usurpateur du trône de Sicile, Guy de Laval fut du nombre des seigneurs qui se rendirent en Italie pour cette expédition. Il participe avec Charles Ier d'Anjou, accompagné de son fils, à l'expédition du royaume de Sicile, où il meurt. Il se distingua, le 26 février 1266, à la bataille de Bénévent où Manfred Ier de Sicile périt.
Guy VII, suivant son historien, avait près de lui lorsqu'il fait son testament en 1265, des frères de l'ordre des Jacobins. Il rédige ce testament à Lyon, après l'expédition contre Manfred Ier de Sicile.

### Mort
Pour récompenser la valeur singulière qu'il y fit paraître, le pape Urbain IV lui accorde, dit on, le privilège, de présenter de plein droit, pleno jure, les prébendes de la collégiale Saint-Tugal de Laval ; droit singulier, dont effectivement les seigneurs de Laval sont en possession de temps immémorial.
Guy meurt peu de temps après son retour, au commencement de l'an 1267, suivant un arrêt du parlement, de la chandeleur de cette année. Il a des enfants de ses deux épouses, l'aîné est Guy VIII de Laval.

## Unions et descendance
Il se maria deux fois :
- En 1239 avec Philippa de Vitré (vers 1225 † 16 septembre 1254 à Paris), dame de Vitré, de Châtillon et d'Aubigné, fille d'André III de Vitré (vers 1180 † 8 février 1250 à Mansourah, Égypte), baron de Vitré[note 2] et de Catherine de Bretagne[note 3], dont :
  - Emmette[17] († 1343), mariée vers 1275 à Prigent de Coëtmen (vers 1250 † 13 août 1318), seigneur de Landegonnet, vicomte de Tonquédec. Elle fut, aux côtés de son époux, ensevelie à l'abbaye de Beauport. Elle semble avoir été confondue avec une Emmette de Léon, fille probablement de sa sœur Catherine, et, comme elle, épouse d'un Prégent de Coëtmen,
  - Guy VIII, seigneur de Laval, d'Aubigné et baron de Vitré,
  - Catherine (née vers 1240), dame de Laudauran, mariée le 5 mai 1265[18] à Hervé de Léon (1240 † vers 1281), douzième du nom, dernier vicomte de Léon,
  - Guyonne (née vers 1250), mariée à Patri de Chourses (né vers 1245) ;
- Vers 1257 à Thomasse de La Guerche (née vers 1215), dame de Mareuil, fille de Guillaume de La Guerche, seigneur de Pouancé, veuve d'André III, baron de Vitré, dont :
  - Bouchard Ier (vers 1265 † 20 janvier 1320), seigneur de Conflans-Sainte-Honorine, d'Attichy et de La Malmaison. Il épousa Béatrice d'Erquery, fille de Raoul d'Erquery. Tous deux furent la tige d'une branche des Montmorency-Laval,
  - Mahé (Mathieu), mort jeune[19],
  - Yolande[20]. Elle recevra la terre de Courbeveille.

## Testament
À Lyon, lorsqu'il se rendait en Italie, selon Charles Maucourt de Bourjolly, peu avant sa mort seulement d'après Gilles Ménage, il dicta un testament, par lequel il pourvut à la répartition de ses biens entre ses enfants. Il attribua à ceux qu'il avait eus de sa seconde femme, Thomasse de Mathefelon, les terres de l'Isle de France et toutes celles qui lui étaient venues du connétable son père; Guy, son fils aîné, eut en partage la baronnie de Laval. Mais Guy VII voulut de plus assurer par ce testament la conservation à toujours du nom de Guy par le possesseur de la terre de Laval. Depuis la concession du pape Pascal II, aucun seigneur n'avait songé à abandonner un nom qui à lui seul était un titre d'honneur; mais le fils de Matthieu de Montmorency, chef d'une nouvelle branche, pouvait craindre que quelqu'un de ses descendants ne voulût le quitter. Il ordonna donc d'abord qu'à l'avenir la terre et baronnie de Laval ne pourrait plus être divisée; ensuite que le nom et les armes de Laval seraient toujours portés par les aînés de sa famille. Il assura par une sanction pénale l'observation de cette dernière volonté; si quelqu'un de ses descendants refusait de s'y soumettre, il devait être privé de cette succession qui alors passerait au membre le plus proche du lignage de Laval.